# Ministerio de Seguridad de la Provincia de Santa Fe
El Ministerio de Justicia y Seguridad de la Provincia de Santa Fe se encarga del manejo de las fuerzas públicas provinciales. Se divide el trabajo en distintas áreas.

## Ministro a cargo
Pablo Cococcioni 

## Áreas

### Secretaría de Seguridad Pública
La Secretaría de Seguridad Pública del Ministerio de Seguridad es una vasta área que contempla varias líneas de acción vinculadas con la prevención y la persecución del delito en la sociedad.
Entre sus principales funciones está formular objetivos y políticas tendientes a preservar la libertad, la vida y el patrimonio de los habitantes, sus derechos y garantías en un marco de plena vigencia de las instituciones del sistema democrático.
Bajo su ala se gestiona la Policía de Provincia de Santa Fe y una serie de ejes y programas que tienen que ver con la prevención de situaciones de violencia en la sociedad, la desconcentración de trámites no penales de las comisarías, el control de armas de fuego, la formación del personal policial y la seguridad privada, entre muchos otros más.

### Agencia Provincial de Seguridad Vial
La Agencia Provincial de Seguridad Vial es una institución que coordina políticas de seguridad vial en la provincia de Santa Fe.
Su misión es promover la seguridad vial, como aspecto fundamental de la salud pública y del desarrollo, a través de la formación y capacitación de todos los usuarios del sistema de transporte y actores de seguridad vial, generando un cambio cultural, a través de herramientas del sistema de educación, la comunicación estratégica, el control de conductas de acatamiento de la ley y la planificación del sistema del tránsito.

### Secretaría de control
Información y denuncias a través de líneas telefónicas disponibles las 24 horas, los siete días de la semana. El ciudadano puede informar sobre la conducta policial, sobre acopio, alquiler o venta ilegal de armas de fuego, o bien sobre venta o distribución de drogas ilegales.

### Secretaría de Coordinación Técnica y Administración Financiera
Su misión es asistir al ministro en los asuntos concernientes al régimen administrativo, legal y técnico del Ministerio, y ejercer la supervisión del Servicio Administrativo Financiero de acuerdo a la Ley N° 12.510 de Administración, Eficiencia y Control del Estado.
Sus funciones son promover y desarrollar en toda la estructura del ministerio, planes, programas, proyectos o acciones que fortalezcan las políticas públicas en materia de Seguridad; asistir al ministro en la coordinación de las políticas de la Jurisdicción; entender en la organización, reglamentación y auditoría de las políticas de contrataciones, de recursos humanos, de registraciones contables, de administración financiera, de diseño de estructuras orgánicas funcionales y descentralización de trámites administrativos en todo el ámbito del Ministerio; entender en todo lo relacionado con los ingresos y egresos de fondos y valores, recepción, custodia y provisión de especies valorizadas y realización de compras y contrataciones. Asimismo, es la encargada de coordinar el accionar de las dependencias bajo su cargo, encomendar estudios y diagnósticos, realizar los presupuestos anuales de su área y las que tiene a cargo; requerir información a las distintas áreas de la Secretaría con respecto al cumplimiento de sus programas y actividades; entender en las cuestiones vinculadas a regímenes de reajuste de precios y comprender en todas las gestiones de carácter administrativo, financiero, económico y patrimonial diligenciadas y/o impulsadas en las distintas reparticiones del Ministerio.

### Secretaría de Control de Seguridad
En el marco de esas políticas el gobierno provincial creó en 2009 la Secretaría de Control de Seguridad, cuyo eje principal es establecer mecanismos de monitoreo, inspección y vigilancia sobre la actuación de la Policía, para desarrollar luego acciones en el plano investigativo o preventivo, destinadas a combatir toda actividad ilegal por parte de los agentes.
La función es desarrollada en conjunto con organizaciones gubernamentales, no gubernamentales y la sociedad civil, y responde a la búsqueda de transparencia de la fuerza de seguridad, contando para ello con una herramienta de vital importancia: la Dirección Provincial de Asuntos Internos.
Actualmente la Secretaría de Control en Seguridad lleva adelante cuatro ejes fundamentales: realiza investigaciones y operativos en toda la provincia, gestiona el control ciudadano sobre la tarea policial, controla las horas extras que realizan los efectivos y efectúa auditorías e inspecciones en todas las dependencias policiales.
De esta manera, el Estado provincial asume el compromiso permanente de fortalecer lazos sociales en sectores sensibles de la población, favorecer la inclusión social y la integración.

### Secretaría de Asuntos Penales
La Secretaría de Asuntos Penitenciarios constituye el área ministerial que entiende en la generación, planificación e implementación de acciones estratégicas para la construcción de ámbitos de ejecución de la pena privativa de la libertad respetuosa de los derechos humanos.
Bajo su órbita, se encuentra el Servicio Penitenciario provincial, integrado por una Dirección General de la que dependen a su vez, orgánica y funcionalmente, diez unidades penales distribuidas en las ciudades de Santa Fe, Rosario, Coronda, Recreo, Piñeiro y Santa Felicia.

### Secretaría de Coordinación de Seguridad deportiva Espectáculos Masivos
A través de la Secretaría de Coordinación de Seguridad Deportiva y Espectáculos Masivos, realiza un trabajo coordinado y articulado con los principales actores como un capítulo especial del diálogo entre “lo público y lo privado”.
Los objetivos que se fijan tienen que ver con garantizar la seguridad del público y el normal desenvolvimiento de los espectáculos deportivos de concurrencia masiva; brindar protección personal a los asistentes y resguardo físico a los bienes públicos y privados en estadios, auditorios y espacios públicos, en ocasión de eventos masivos, en las inmediaciones de los mismos y su zona de influencia; e informar, orientar y organizar a los concurrentes y público en general para preservar el orden.